# Mauzoleum Hochbergów w Wałbrzychu

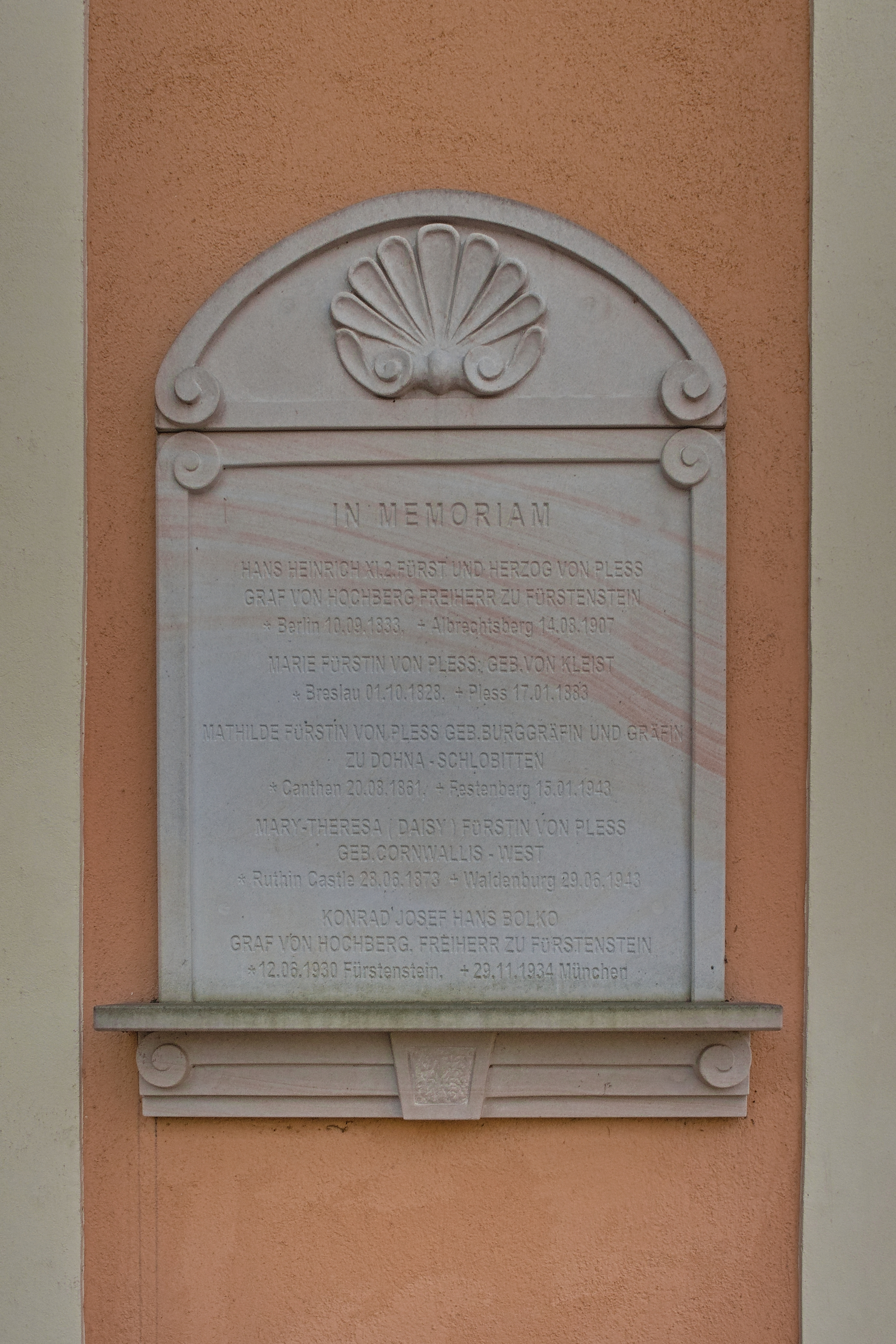
Tablica na elewacji mauzoleum (2019)

Mauzoleum Hochbergów – mauzoleum znajdujące się w Wałbrzychu  przy ulicy Piastów Śląskich w dzielnicy Książ, upamiętniające rodzinę Hochbergów, dawnych właścicieli Wałbrzycha.  
Budowla stoi na Topolowej Górce przy  trasie turystycznej śladami księżnej Daisy.
Mauzoleum jest odremontowane z zewnątrz i wewnątrz.

## Opis
Budowla stoi w centralnym ogrodzie z rozchodzącymi się  promieniście alejami lipowymi.
Mauzoleum jest zbudowane na pięciobocznym planie, o bardzo bogatym wystroju. Oprócz fresków autorstwa Feliksa Antoniego Schefflera, można zobaczyć tam stiukową dekorację na ścianach. Freski przedstawiają zamek Książ z czterech stron świata oraz sceny rodzajowe. 
W mauzoleum zachowała się platforma transportująca trumny, trzy duże sarkofagi z białego marmuru oraz jeden mniejszy sarkofag prawdopodobnie małej córki księżnej Daisy. 

## Historia
- Budowla powstała około 1700 roku jako drewniany pawilon lub dom letni.
- W 1734 roku budowla była już murowana, jako rodzaj arkadii z pięciobocznymi grubymi murami o cechach renesansowych. Ich twórcą był Felix Hammerschmidt podobnie jak i barokowego budynku głównego zamku Książ.
- W 1883 roku wykuto w skale obszerną kryptę i budowla posłużyła już jako mauzoleum rodziny Hochbergów.
- W 1907 roku dokonano pierwszego pochówku, złożono tam ciało Jana Henryka XI.
- Mauzoleum pełniło swoją funkcję do 1945 roku, wówczas wkraczająca Armia Czerwona zaczęła plądrować grobowiec oraz okolice. Jesienią tego samego roku dawna służba książęcych pracowników, przeniosła w tajemnicy trumnę z ciałem księżnej Daisy na cmentarz ewangelicki w obecnej dzielnicy Szczawienko, ukrywając ją w grobowcu któregoś z kupców.
- W październiku 2014 roku zakończono pierwszy etap rewitalizacji mauzoleum. Odnowiono dach, elewację oraz okna, drzwi i środkową część obiektu. Renowacja podziemnej krypty jest planowana w dalszym etapie. W uroczystościach otwarcia obiektu brali udział: książę Bolko Hochberg von Pless i prezydent Wałbrzycha Roman Szełemej.